# Майкл Макґівні
Майкл Макґівні (англ. Michael J. McGivney; 12 серпня 1852, Вотербері, Коннектикут, США — 14 серпня 1890, Томастон, Коннектикут, США) — католицький священник, засновник католицької організації «Лицарі Колумба», блаженний Католицької Церкви.

## Життєпис

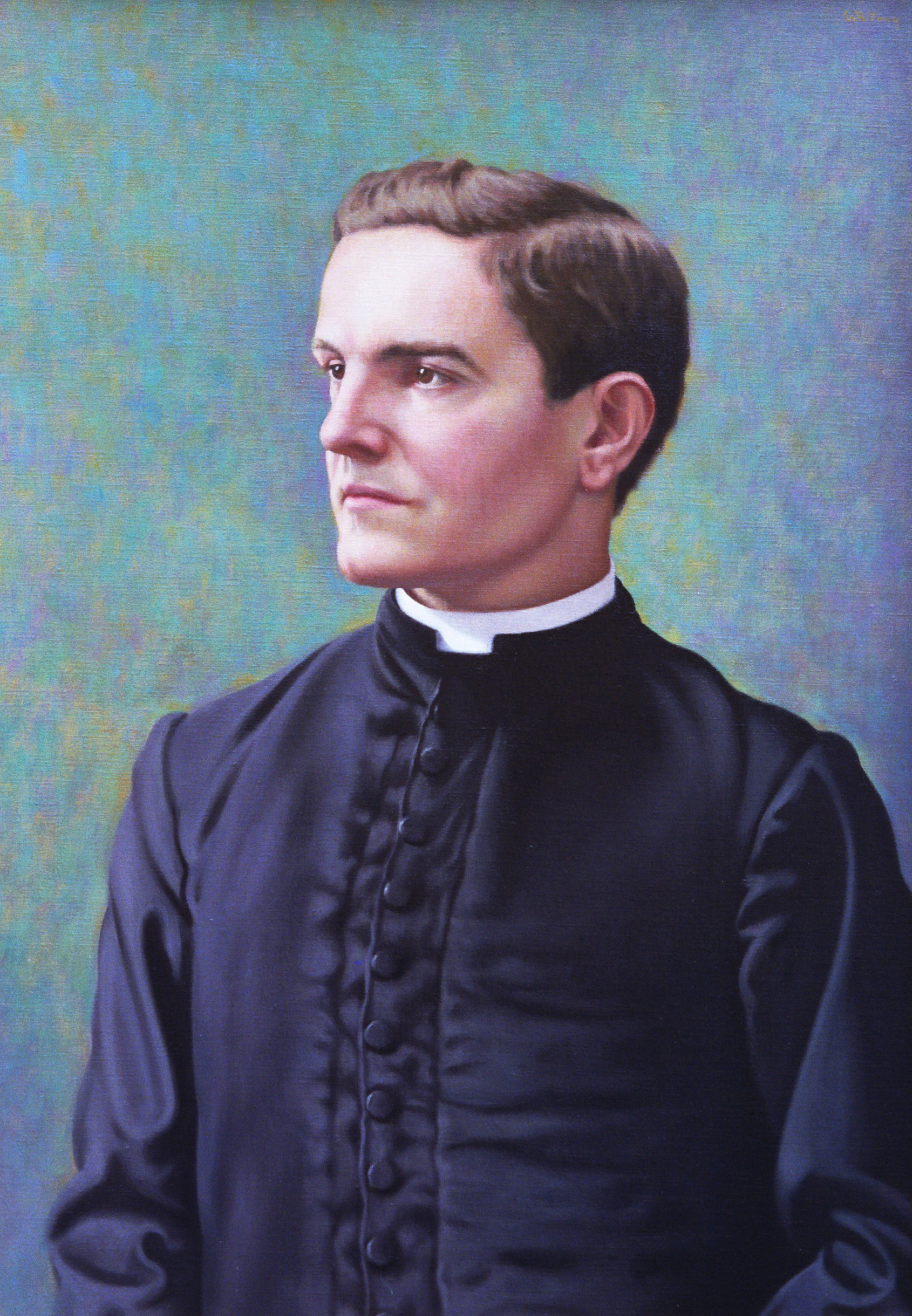
Майкл Макґівні

Майкл Макґівні народився 12 серпня 1852 року в сім'ї ірландських іммігрантів у місті Вотербері, у штаті Коннектикут, США. Був найстаршим з 13 дітей у сім'ї (шестеро з них померло в ранньому дитинстві). Навчався в місцевій школі, але в 13 років залишив навчання й почав працювати на латунному заводі, щоб допомогти родині. У 16 років хлопець розпочав навчання в семінарії в Сент-Іасенті в Канаді. У 1871–1872 роках одночасно навчався в Ніагарському університеті та семінарії в Балтиморі, Меріленд, США. У 1873 році після смерті батька Майкл Макґівні був змушений залишити навчання і повернутися додому, щоб підтримувати своїх братів і сестер. Пізніше повернувся до семінарії і після її закінчення 22 грудня 1877 року був висвячений на священника в Балтиморі. Його призначили на служіння на парафію Пресвятої Діви Марії в Нью-Гейвені, штат Коннектикут, де він спочатку був вікарієм хворого пароха, а незабаром перейняв усі його обов'язки.
2 лютого 1882 року отець Макґівні разом із кількома парафіянами заснував благодійну організацію «Лицарі Колумба», яка в подальшому набула широкого поширення в США.
Помер від пневмонії 14 серпня 1890 року в місті Томастон, штат Коннектикут.

## Пам'ять
- У 2008 році американський кінорежисер Фредерік Хобріч зняв художній фільм «Father McGivney» про життя священника.
- Іменем отця Майкла Макґівні названий астероїд головного поясу 21576 МакҐівні, відкритий 19 вересня 1998 року.

## Беатифікаційний процес
У 1996 році архієпископ Гартфорда розпочав процес дослідження життя і чеснот отця Майкла Макґівні з метою подальшої його беатифікації. У 2000 році єпархіальне дослідження було закрито, і справа про беатифікацію була передана до Ватикану в Конгрегацію в справах святих. 15 березня 2008 року Папа Римський Бенедикт XVI видав декрет про героїчність чеснот отця Майкла Макґівні, а 27 травня 2019 року Папа Франциск затвердив чудо, приписуване його заступництву, що відкрило шлях до його беатифікації.
Беатифікаційні урочистості відбулися 31 жовтня 2020 року в катедральному храмі св. Йосифа в Гартфорді за участі архієпископа Ньюарка кардинала Джозефа Вільяма Тобіна, делегата Папи Франциска.